# Réserve de faune de Gribingui-Bamingui
Réserve de faune de Gribingui-Bamingui är ett viltreservat i Centralafrikanska republiken. Det ligger i prefekturen Nana-Grébizi, i den centrala delen av landet, 400 km norr om huvudstaden Bangui. Arean är 450 000 hektar. Reservatet upprättades 1933.